# محمد بن عبد الله السيف
محمد بن عبد الله السيف (ولد 1969 م) كاتب وإعلامي وباحث ومؤرِّخ سعودي، يرأس تحرير المجلة العربية، أسهم في تأسيس «دار جداول للنشر والترجمة» في بيروت عام 2010، وله جهد كبير في نشر السير الذاتية لعدد من الأعلام في السعودية. ومن أشهر مؤلفاته كتاب (عبد الله الطريقي: صخور النفط ورمال السياسة) الذي دوَّن فيه جانبًا من جوانب التاريخ المحلِّي للمملكة العربية السعودية باستعراض سيرة أول وزير نفط سعودي.

## عمله ومناصبه
- 2001: التحق بصحيفة إيلاف، محرِّرًا ثقافيًّا، وقد أنجز العديد من الحوارات الثقافية وملفات السيرة الذاتية.[3]
- 2003: عمل رئيسًا للقسم الثقافي في صحيفة «الاقتصادية»، واستمرَّ إلى 2015.
- 2003: عمل مستشارًا ثقافيًّا في الشركة السعودية للأبحاث والنشر.
- 2010: أسس دار جداول للنشر والترجمة ببيروت، بالاشتراك مع يوسف الصمعان.
- 2015: عُيِّن رئيسًا لتحرير المجلة العربية خلفًا للدكتور عثمان الصيني بقرار صدر من وزير الثقافة والإعلام عادل الطريفي.[4]
- 2015: عُيِّن مشرفًا عامًّا على مركز الملك فهد الثقافي.[5]
- 2020: عُيِّن عضوًا في مجلس إدارة هيئة الأدب والنشر والترجمة.[6]

## المجلة العربية
في أغسطس 2015، أصدر عادل زيد الطريفي، وزير الثقافة والإعلام (سابقًا)، قرارًا، يقضي بتعيين الكاتب، محمد بن عبد الله السيف؛ في منصب رئيس تحرير "المجلة العربية".

## أقواله
- لو أنني كنت أقل إيمانًا برسالتي في الحياة، لتحطمت منذ زمن بعيد، وجاريت الوضع، وسرت مع الركب.[8]

## مؤلفاته
1. (عبد الله الطريقي: صخور النفط ورمال السياسة) صدر عن دار رياض الريِّس، 2007. يتناول الكتابُ سيرة الشيخ عبد الله بن حمود الطريقي، أول وزير للنفط في المملكة العربية السعودية، الذي يُعَدُّ ظاهرةً فريدة ومتميِّزة، ليس على مستوى وطنه فحسب، بل على المستوى العربي والدَّولي، بما حقَّقه من سُمعة في مجال صناعة النفط العربي، إذ كان من طلائع خبراء النفط العربي.[9]
2. (سيرتهم: صفَحات من تاريخ الإدارة والاقتصاد في السعودية) صدر عن دار جداول، 2011.[10] يتناول الكتابُ سِيَر 6 شخصيات سعودية جمع بينها العملُ في قِطاعَي الإدارة والاقتصاد، وهم: عبد الرحمن السُّبَيعي وكيلُ بيت المال في شقراء وأحدُ رجالات الملك عبد العزيز، وعبد اللطيف العيسى رجلُ الأعمال ووكيل جنرال موتورز، ومنير العَجْلاني السياسيُّ والوزير في سوريا وكبيرُ المستشارين في وِزارة المعارف السعودية، وعبد العزيز التويجري نائبُ رئيس الحرس الوطني ورجلُ الإدارة المعروف، وصالح العمير نائبُ وزير المالية والاقتصاد الوطني سابقًا، ومحمد الطويل المدير العام لمعهد الإدارة العامَّة سابقًا.[11]
3. (ناصر المنقور: أشواك السياسة وغُربة السِّفارة) صدر عن دار جداول، 2015.[12] يَعرِضُ الكتابُ سيرة رجل استثنائي فهو أحدُ أهم الرجالات الذين أداروا العملية التعليمية في السعودية منذ أن عُيِّن معتمَدًا للمعارف في نجد في عهد الملك المؤسس عبد العزيز آل سعود، وأنشأ جامعة الملك سعود، فضلًا عن عمله الدبلوماسي الذي امتدَّ ثلاثين عامًا. وحصل الكتابُ على جائزة وِزارة الثقافة والإعلام للكتاب في 2016.[13]
4. (رجا بن مويشير ودوره في ضمِّ الجوف لحُكم الملك عبد العزيز) صدر عن دار جداول، 2015.[14]
5. (ذكريات عُمر أكلَته الحروف: النصُّ الأصلي والكامل) صدر عن دار جداول، 2022. أعاد فيه نشرَ نصِّ كتابٍ من كتب نجيب المانع.
6. (نجيب المانع: حياته وآثاره) صدر عن دار جداول، 2022.[15]
7. (حمزة غوث: سياسيُّ دولتَين وإمارة) صدر عن دار جداول، 2023.[16]
8. (أحمد الشيباني أو ذيبان الشمَّري: سيرته، فلسفته، معاركه) صدر عن دار جداول، 2024.[17]
9. (جميل البارودي سيد الأمم) صدر عن دار جداول، 2025.[18]

#### الكتب التوثيقية
في مايو 2016، أشرف السيف، على طبعة من منشورات المجلة العربية بمناسبة الاحتفال بمرور 40 سنة منذ صدورها الأول، منوِّهًا بأهمية تلك الكتب وفائدتها.

## جوائزه
- حصل كتابه (ناصر المنقور: أشواك السياسة وغُربة السِّفارة) على جائزة وزارة الثقافة والإعلام للكتاب عام 2016.[13]